# Powódź w Polsce (2001)

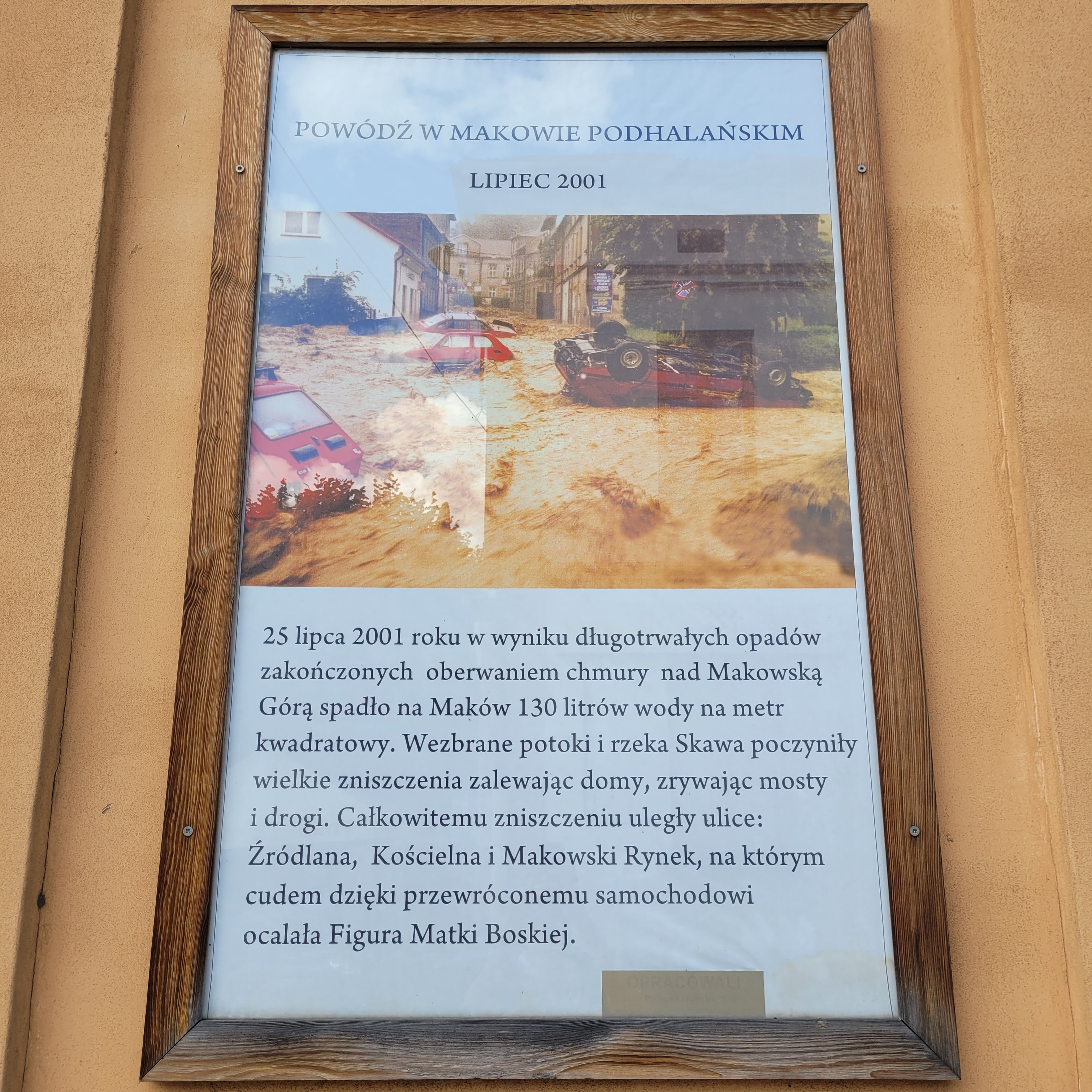
Widok na zalany Maków Podhalański na tablicy informacyjnej

Powódź w Polsce (2001) – powódź, która nawiedziła w lipcu 2001 dorzecze Wisły. Jej przyczyną były ulewne opady deszczu oraz burze.
W południowej Polsce wysoki stan wód utrzymywał się przez 2-3 dni, co spowodowało przesiąkanie i przerywanie wałów na Wiśle. Wystąpiły również awarie budowli hydrotechnicznych (m.in. przerwanie grodzy budowanego zbiornika Wióry na Świślinie i w konsekwencji zalanie południowej części Ostrowca Świętokrzyskiego).
Straty po powodzi oszacowano na 4 miliardy złotych.
W Gdańsku powódź miała miejsce 9 lipca 2001. W jej wyniku poszkodowane zostały znaczne obszary miasta, w tym położone wzdłuż Kanału Raduni tereny dzielnic Orunia-Św. Wojciech-Lipce i Śródmieście oraz położone nad potokiem Strzyża tereny dzielnic Wrzeszcz Górny i Wrzeszcz Dolny.
Od intensywnych opadów ucierpiał także m.in. Maków Podhalański, gdzie 24 lipca spadło 94,6 mm deszczu, a 25 lipca aż 190,8 mm. Spowodowało to wzrost poziomu wody w rzekach i potokach, a w jego wyniku m.in. zniszczenie rynku, straty w infrastrukturze komunalnej, przerwanie torów kolejowych oraz uszkodzenia licznych domów. Według szacunków straty dotyczące mienia publicznego przekroczyły 20 mln złotych.